# Camp antique de Cora
Ne doit pas être confondu avec le « camp de la Côte de Chair » au sommet des grottes de Saint-Moré.
Le camp antique de Cora, de son nom complet camp de Cora-Villaucerre, est un site préhistorique du Néolithique, de l'âge du bronze, du Hallstatt puis un camp romain. Il est situé près du village Saint-Moré dans le département de l’Yonne), en Bourgogne (région Bourgogne-Franche-Comté), en France.
Les vestiges sont classés au titre des monuments historiques depuis 1971.

## Topologie

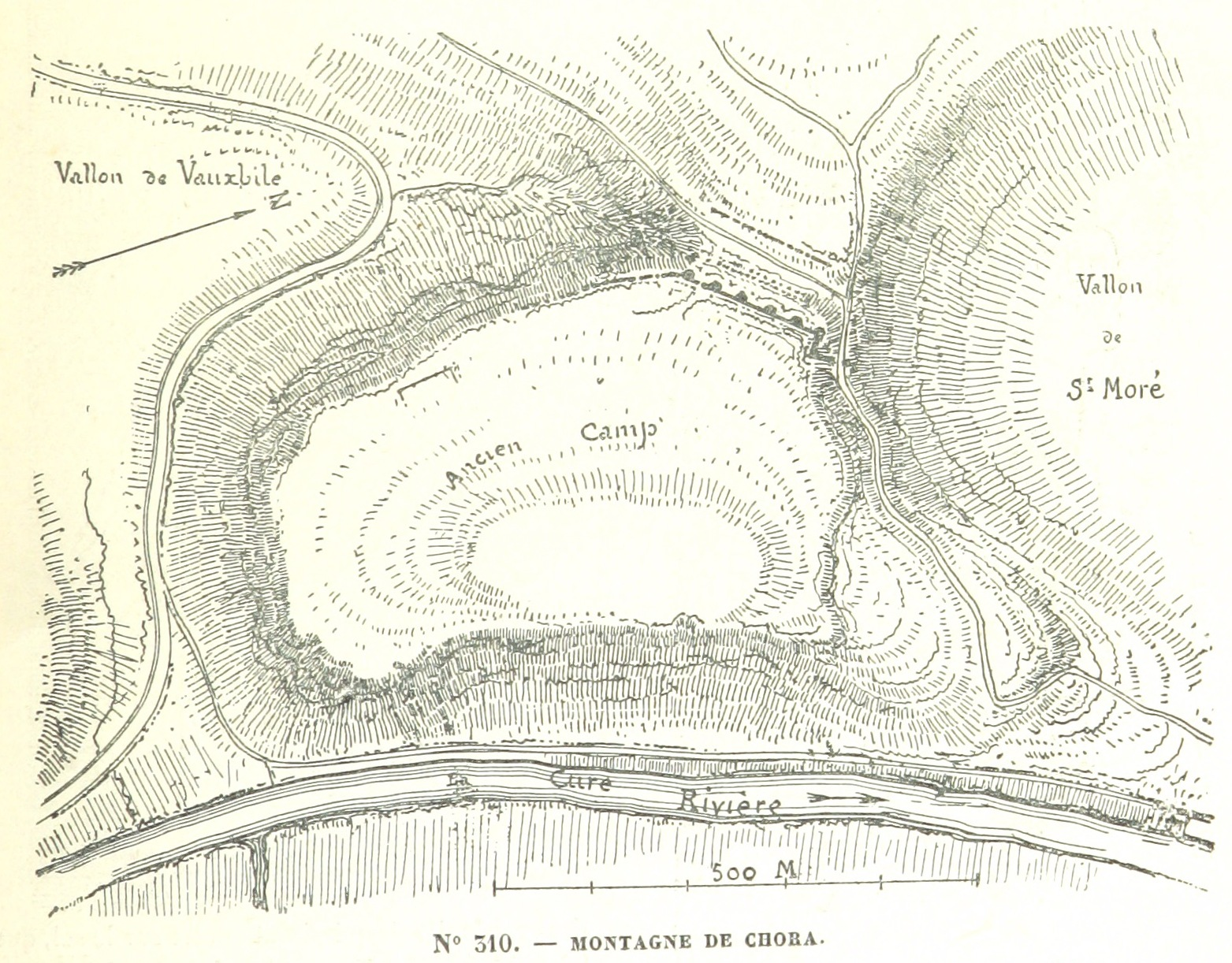
Plan

« Cora » est le nom latin de la Cure. Ce nom a parfois été épelé Chora, comme dans la carte d'état-major du XIXe siècle.
Un des documents classiques mentionnant le site de Cora est la Notice des Dignités de l'Empire (daté vers le début du Ve siècle), où l'on apprend que le lieu serait défendu par un détachement de Sarmates.
Un autre document classique est la liste des paroisses du règlement d'Aunaire, évêque d'Auxerre au VIe siècle, qui donne Coræ-vicus,.
Ammien Marcellin (IVe siècle) mentionne également Cora : 

« Là il tint un conseil, où furent appelés ceux qui passaient pour mieux connaître le pays, touchant la direction la plus sûre pour l’armée. Les avis étaient partagés. Les uns voulaient marcher par Abor---, les autres par Sedelaucus (Saulieu) et Cora. [Caesar per Sidolocum et Coram […] percurso itinere, Autessiodorum perveni] »

— Ammien Marcelin, Res gestae, Livre XVI, chapitre II
La colline de Villaucerre est déjà appelée par ce nom sur un plan de 1787.

## Localisation, situation
Le camp de Cora se trouve à 1 km au sud du bourg de Saint-Moré (130 m d'altitude), avec Auxerre à 35 km au nord-ouest. Il est sur la rive gauche de la rivière Cure (127 m d'altitude), qui coule ici du sud au nord et longe le flanc est du plateau.
La route D950 longe les flancs sud et sud-ouest du camp, reliant Voutenay-sur-Cure (1,3 km au sud-est) à Avigny et Mailly-la-Ville (respectivement 5 et 8 km au nord-ouest).
Le camp est bâti sur un plateau en forme d'éperon rocheux de type calcaire dont la surface est composée de pierres à lit de silex de l'époque du Callovien. Ce plateau, vestige d'un méandre fossile de l'Yonne
, culmine à 236 m d'altitude et présente un dénivelé de 25 mètres dans la direction du sud-est vers le nord-ouest (sur une distance d'environ 400 m, après quoi il rejoint au-delà les contreforts des monts Meluches).
Sauf pour une longueur d'environ 220 m sur ce côté nord-ouest, les flancs du plateau sont entourés de tous côtés par des escarpements aux fortes pentes. L'escarpement le plus abrupt est celui à l'est, côté Cure, où il descend de presque 110 m sur une distance de seulement 165 mètres linéaires. Les flancs sud et sud-ouest prolongent cet abrupt par des pentes à peine moins marquées. L'escarpement au nord côté bourg est nommé Côte de la Dame et offre une dénivellation d'environ 60 m sur 200 mètres linéaires.

## Histoire
Le camp est bâti en forme d'ovale sur 600 mètres de longueur pour 400 mètres de largeur, ce qui donne une superficie pouvant être située entre 20 et 25 hectares.
Il a d'abord été un petit stationnement néolithique moyen Bourguignon / Chasséen (IVe millénaire avant notre ère), ensuite un gros stationnement de l'âge du bronze final (vers 950 /
800 avant notre ère) puis du Hallstatt (500 avant notre ère), - bien avant de devenir le camp gallo-romain pour lequel il est connu. Les occupants bénéficiaient des hauteurs pour la défense du lieu.
Il semble qu'il n'ait pas été occupé entre le Hallstatt et la période romaine.
L'abbé Parat note que le camp de Cora a livré les mêmes vestiges (âge du bronze) que la grotte de Nermont située dans la Côte de Char en aval sur Saint-Moré (à 2 km à vol d'oiseau mais plus de 3 km à pied) ; mais aussi des objets qu'il situe au Hallstatt, ou transition entre l'âge du bronze et l'âge du fer,.
Après la conquête de la Gaule par Jules César et la pacification de ce territoire, il est nécessaire pour les Romains de maîtriser cette nouvelle province. Auguste demande à Agrippa de lancer la construction d'une voie romaine reliant Lugdunum à la mer du Nord : la Via Agrippa de l'Océan. Agrippa fait construire des camps retranchés romains tout le long de cette voie romaine, dont celui de Cora.
Sylvain, un usurpateur romain y aurait fait une halte. Puis l'empereur Julien s'y serait arrêté en 356.
Vers l'an 400, un détachement auxiliaire de Sarmates est affecté à la garde du camp par l'administration romaine. Les auxiliaires sarmates ont probablement dû être assiégés en 407 après le passage par les barbares du Rhin gelé le 31 décembre 406.
Le camp semble avoir été détruit lors de l'arrivée des Francs au Ve siècle.
Les vestiges du camp ont servi de refuge et de lieu d'observation à la population de la vallée de la Cure pendant les invasions des Sarrasins en 732 et des Normands en 873.

### Débat sur l'âge de l’enceinte

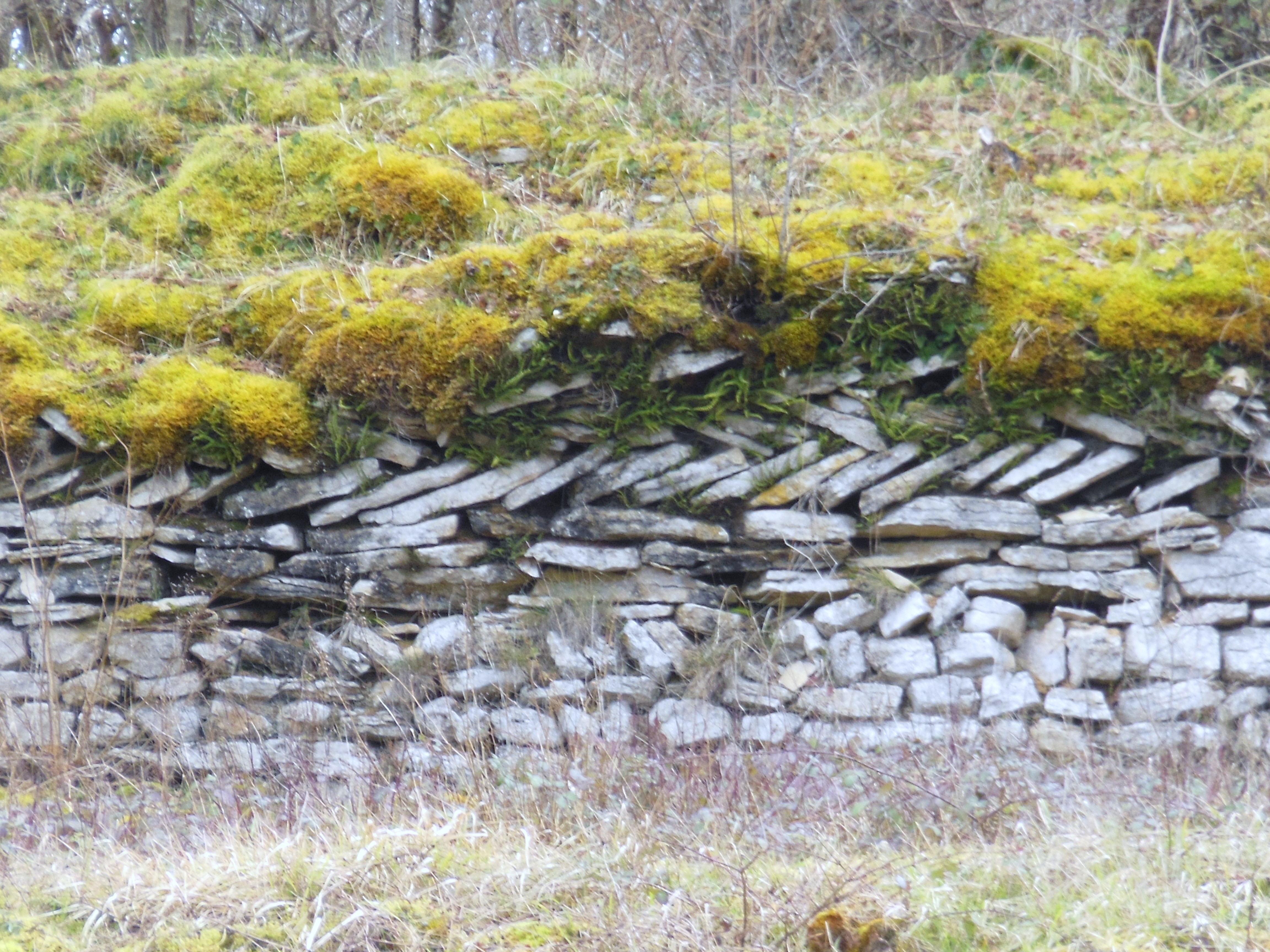
Mur d'enceinte

Ce débat a eu lieu à l’époque des premières explorations scientifiques des sites de Chora et des grottes de Saint-Moré, particulièrement de la grotte de Nermont et sa remarquable collection de poteries du Hallstatt. Les différents faciès culturels pré- et proto-historiques étaient alors très mal connus voire inconnus pour beaucoup.
L'historien Victor Petit affirme que les fortifications du camp de Cora pourraient dater du VIIIe siècle ou du IXe siècle. Il mentionne que ce site aurait été fortifié très rapidement en temps de guerre, sur un site déjà habité dans les siècles précédents. Dans Description des villes et campagnes, Victor Petit tente de démontrer que le site aurait été occupé par des Normands qui auraient remonté le cours de la Seine puis de l'Yonne, avant d'être battus par Richard « le Justicier » près de Saint-Florentin. Après leur défaite, les Normands auraient reçu l'autorisation de s'installer sur le site et donc de le fortifier.
Maurice Prou rejoint en partie la théorie de Victor Petit. En effet, il admet dans La Gaule mérovingienne que les fortifications de Cora seraient de l'époque des Mérovingiens, mais avec une inspiration de l'architecture militaire romaine. Un numismate, Adrien Blanchet, dans Les enceintes romaines de la Gaule, soutient également la théorie de Victor Petit en datant les éléments du mur fortifié de l'époque du règne de Charles le Chauve.
L'archiviste de l'Yonne Maximilien Quantin a changé d'avis concernant la période du camp. En 1854 dans son Cartulaire de l'Yonne il affirme que selon la Notice de l'Empire rédigée vers 1401, le camp a servi de base aux troupes auxiliaires sarmates de l'armée romaine dans la région sous le Bas-Empire.
Mais dix ans plus tard, en 1864 dans son œuvre Les voies romaines de l'Yonne, il affirme que les fortifications sont d'un style médiéval.
En 1870, Arcisse de Caumont mentionne dans Abécédaire d'archéologie qu'il ne faut pas se fier au ciment romain pour fixer une datation possible de l’infrastructure. Selon lui, le type de ciment du site a été utilisé couramment entre les Ve et XIe siècles, soit de l'Antiquité tardive jusqu'à la fin du Haut Moyen Âge.

## Description

### Organisation des défenses

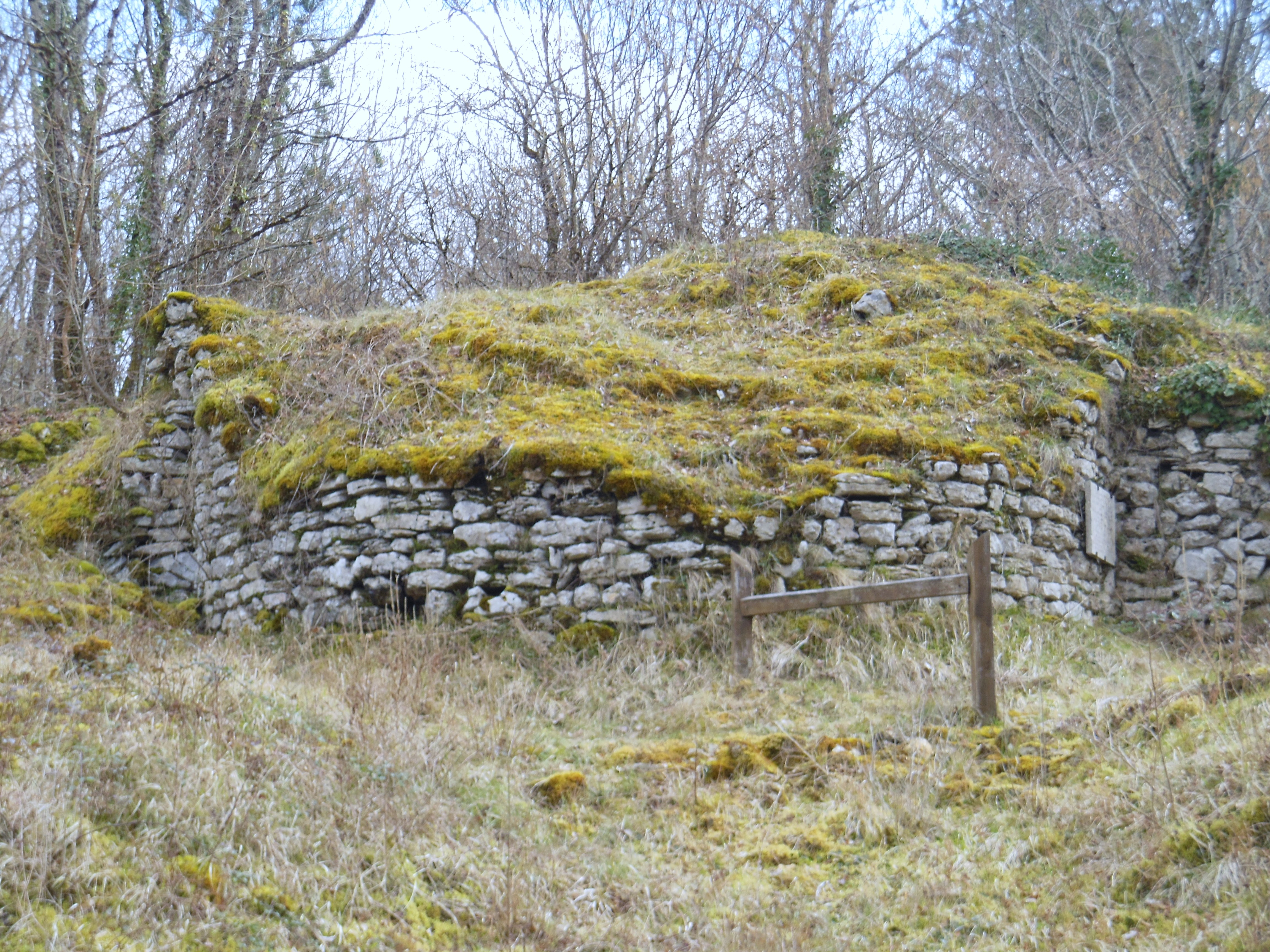
Vestiges de la tour principale du mur d'enceinte.

Le camp romain de Cora est un habitat fortifié de type "éperon barré". Profitant d'un site naturellement défensif grâce à ses pentes escarpées, les hommes ont cherché à barrer le seul accès facile au plateau, d'une longueur de 200 mètres environ.
L'entrée du camp comprenait plusieurs lignes de défense. La première défense est la muraille en ligne droite construite sur un agger long de 200 mètres, mesurant entre trois et sept mètres de hauteur et faisant 2,70 mètres d'épaisseur. Sur cette muraille, on dénombre sept demi-tours de défense dont la principale mesurait huit mètres de diamètre composée de moellons et de blocs de roche. Les fondations du mur étaient d'environ trente centimètres de profondeur et les remblais de terre servaient à maintenir le mur.
Au pied de la tour principale de défense se trouve un chemin qui permettait l'accès au camp.
En contrebas de l'agger, un fossé très irrégulier de 12 à 15 mètres de largeur a été creusé dans la roche. Il fait 150 mètres de longueur pour deux mètres de profondeur. Au-delà du fossé, un mur d'un mètre de hauteur en grosses pierres semble avoir été élevé.

## Fouilles archéologiques
Les premières fouilles archéologiques sur le site sont réalisées en 1851 par Ernest Baudoin, mandaté par la Société des Sciences Historiques et Naturelles de l'Yonne. Elles mettent au jour quelques vestiges d'armes (un fer de flèche à douille, sept carreaux de flèche) et deux objets de la vie quotidienne en bronze et des tombes romaines.
Ernest Baudoin et Marcel Bonneville entreprennent des fouilles quelques mois plus tard en 1852. Cette campagne découvre des objets de l'époque préhistorique, à savoir une poterie composée d'argile et de gros sable, des silex et des galets. Au total sur le site, pour la période préhistorique, ce sont deux os de bois de cerf, un objet composé de schiste, trois objets en fer, dix-neuf objets en bronze, cinq cent quatre-vingt-douze vases, trente-neuf outils, trois cent soixante-dix-neuf éclats de silex, dix meules (ou molettes) et six cent quarante galets qui sont mis au jour. Par ailleurs, des restes humains ont été trouvés : crâne, cubitus, fémur, humérus, métatarsien et radius.
D'autres fouilles archéologiques menées par l'abbé Poulaine à la fin du XIXe siècle révèlent des couteaux en fer, des pointes de javelots et de flèches, des médailles en argent et en bronze dont un as.
Toujours lors de cette campagne de fouilles, de nombreux éléments appartenant au domaine de la numismatique sont découverts, à savoir de nombreuses monnaies romaines en argent et en bronze de l'époque des empereurs Trajan, Hadrien ou Marc-Aurèle. Des pièces de monnaie gauloises sont également découvertes provenant du peuple des Lingons ou de celui des Éduens. Une pièce de monnaie en argent plus tardive (VIIIe siècle) datant de l'époque mérovingienne a aussi été mise au jour lors de ces fouilles.